# Cornillé-les-Caves
Cornillé-les-Caves is een gemeente in het Franse departement Maine-et-Loire (regio Pays de la Loire) en telt 438 inwoners (1999). De plaats maakt deel uit van het arrondissement Angers.

## Geografie
De oppervlakte van Cornillé-les-Caves bedraagt 10,4 km², de bevolkingsdichtheid is 42,1 inwoners per km².
De onderstaande kaart toont de ligging van Cornillé-les-Caves met de belangrijkste infrastructuur en aangrenzende gemeenten.

## Demografie
Onderstaande figuur toont het verloop van het inwonertal (bron: INSEE-tellingen).